# エドアルド・ゴルダニガ
エドアルド・ゴルダニガ（Edoardo Goldaniga，1993年11月2日 - ）は、イタリア・ミラノ出身のサッカー選手。コモ1907所属。ポジションはディフェンダー。

## 経歴
セリエDのASピッツィゲットーネに所属していたが、2012年7月にUSチッタ・ディ・パレルモに移籍した。
2013年7月、ACピサ1909に期限付き移籍。2013-14シーズンにはユベントスFCが保有権の50%をパレルモから買い取った。
2017年7月29日、USサッスオーロ・カルチョに移籍した。
2018年7月15日、フロジノーネ・カルチョに期限付き移籍した。
2019年9月2日、ジェノアCFCに期限付き移籍した。
2022年1月12日、カリアリ・カルチョと2024年6月30日までの契約を結んだ。
2024年1月28日、コモ1907に2年半契約で移籍した。